# 愛澤真綏蟎
愛澤真綏蟎（Euseius aizawai）為植綏蟎科真綏蟎屬下的一個種。

## 物種描述
雌蟲背板（Dorsal shield）光滑，外側有網狀紋路。背毛（setae）19對，柔順，除z5有些微鋸齒。背板上可見六對孔（solenostomes），氣門溝（Peritreme）於延伸至z2位置。胸板有三對綱毛，毛旁有小孔。腹肛板成花瓶狀，上有三對肛前毛，每對毛旁皆有小孔。螯肢上動趾一齒，定趾三齒。受精囊盞成漏斗狀。第四對足有三對刺毛（macrosetae），第二對足膝節有七條綱毛。雄蟲腹肛板有三對肛前毛，擔精趾（Spermatodactyl）成U狀。
本種雌蟲外型上類似卵圓真綏蟎，但卵圓真綏蟎前外側有網紋。且本種j1綱毛稍微較j3為長（卵圓真綏蟎的j1明顯較j3長）。且本種的受精囊盞成漏斗狀，卵圓真綏蟎則成管狀。本種母蟲以類似 Euseius nicholsi ，但本種背板僅些微骨化，E. nicholsi  則明顯骨化。

## 生態學
本種為柑桔葉蟎和神澤氏葉蟎的天敵，可能具有生物防治應用的潛力。此外，本種也會取食花粉。

## 分布及棲地
本種分布於中國南部、馬來西亞、台灣、泰國。本種在台灣的分布可從平地到海拔2400公尺的高山。

## 外部連結
- . taibif.tw.   [2017-09-16] （中文（繁體））.